# Maďarsko na Letních olympijských hrách 2024
Maďarsko soutěžilo na Letních olympijských hrách 2024 v Paříži od 26. července do 11. srpna 2024. Maďarští sportovci se objevili na všech ročnících letních olympijských her s výjimkou dvou: nebyli v Antverpách v roce 1920 v důsledku první světové války a v Los Angeles v roce 1984 kvůli bojkotu her ze strany Sovětského svazu.

## Medailisté
| Medaile | Jméno                                                      | Sport             |
| ------- | ---------------------------------------------------------- | ----------------- |
| Zlato   | Hubert Kós                                                 | Plavání           |
| Zlato   | Tibor Andrásfi Máté Tamás Koch Gergely Siklósi Dávid Nagy  | Šerm              |
| Zlato   | Kristóf Milák                                              | Plavání           |
| Zlato   | Kristóf Rasovszky                                          | Plavání           |
| Zlato   | Viviana Márton                                             | Taekwondo         |
| Zlato   | Michelle Gulyás                                            | Moderní pětiboj   |
| Stříbro | Kristóf Milák                                              | Plavání           |
| Stříbro | Csanád Gémesi Krisztián Rabb András Szatmári Áron Szilágyi | Šerm              |
| Stříbro | Bence Halász                                               | Atletika          |
| Stříbro | Tamara Csipes Alida Dóra Gazsó                             | Kanoistika        |
| Stříbro | Bence Nádas Sándor Tótka                                   | Kanoistika        |
| Stříbro | Tamara Csipes                                              | Kanoistika        |
| Stříbro | Ádám Varga                                                 | Kanoistika        |
| Bronz   | Eszter Muhari                                              | Šerm              |
| Bronz   | Veronika Major                                             | Sportovní střelba |
| Bronz   | Tamara Csipes Sára Fojt Alida Dóra Gazsó Noémi Pupp        | Kanoistika        |
| Bronz   | Dávid Betlehem                                             | Plavání           |
| Bronz   | Sára Fojt Noémi Pupp                                       | Kanoistika        |
| Bronz   | Bálint Kopasz                                              | Kanoistika        |